# Lamyropsis
Lamyropsis (Kharadze) Dittrich, 1971 è un genere di piante angiosperme dicotiledoni della famiglia delle Asteraceae.

## Descrizione

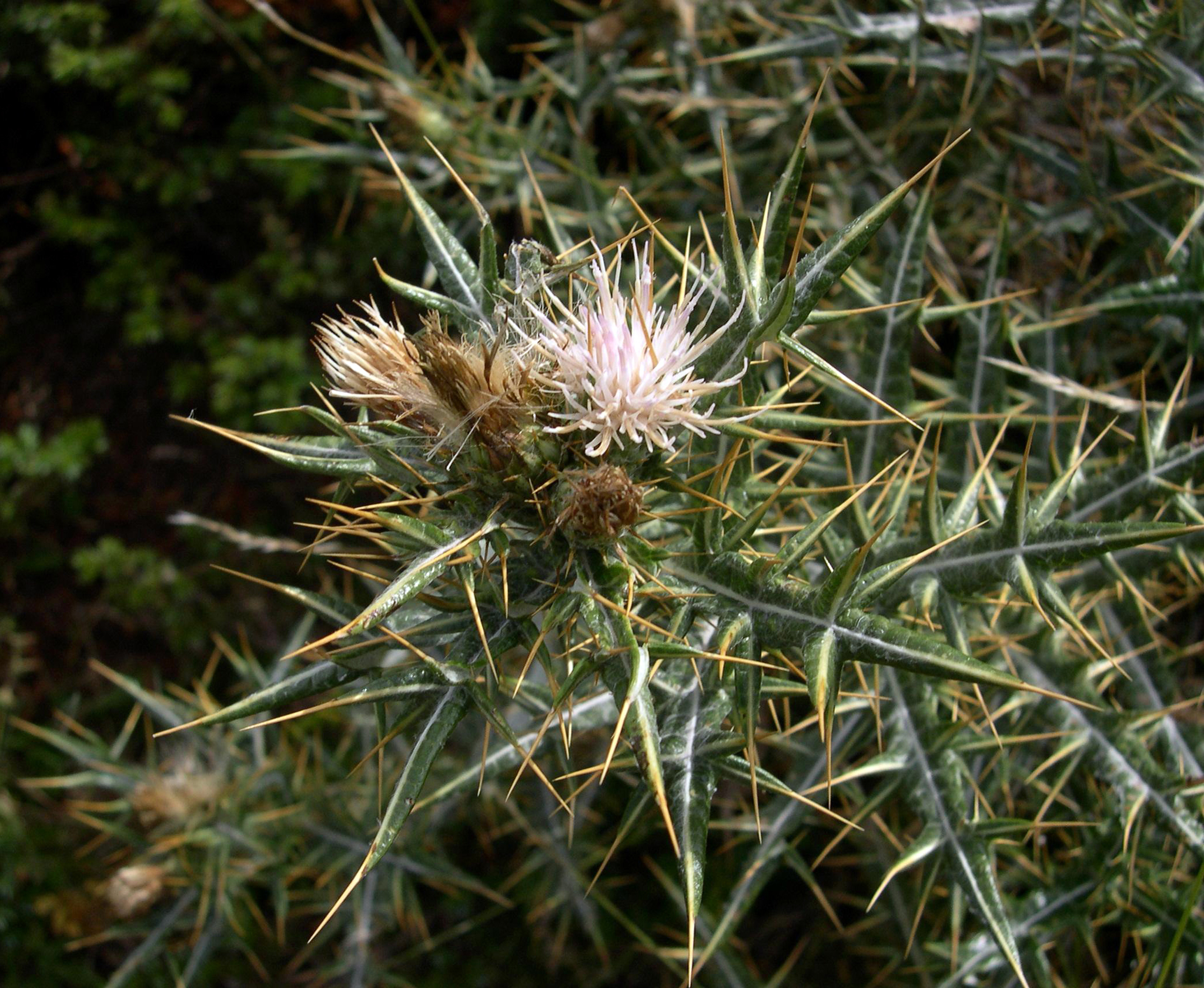
I fiori
Lamyropsis microcephala

Le specie di questa voce sono piante perenni con portamenti erbacei di tipo monocarpico, spinose (raramente non lo sono) o arbustive. Nelle radici sono sempre presenti dei condotti resinosi, meno frequenti nelle parti aeree; mentre solamente nelle parti aeree sono presenti delle cellule latticifere.
Le foglie sono picciolate (quelle basali) e sessili (quelle cauline); in molte specie le foglie sono decorrenti lungo il fusto e spesso quelle basali formano delle rosette. Lungo il caule sono disposte in modo alterno. La lamina nella maggioranza dei casi è divisa in segmenti (pennatosette-dentate) con spina apicale ed ha delle forme da lanceolate a oblunghe. La parte superiore della lamina è verde, quella inferiore è bianca.
Le infiorescenze (composte da capolini) sono scapose o di tipo corimboso. I capolini, discoidi e omogami, sono formati da un involucro a forma più o meno cilindrica composto da brattee (o squame) disposte su più serie all'interno delle quali un ricettacolo fa da base ai fiori. Le squame dell'involucro, di tipo fogliaceo o membranoso, sono disposte in modo embricato e scalato; in genere all'apice sono spinose (quelle più interne possiedono delle appendici rudimentali) con corte appendici membranose. Il ricettacolo, provvisto di pagliette a protezione della base dei fiori, può essere rivestito di pula (come il chicco del grano o del riso), oppure può essere setoloso, raramente è nudo (senza pagliette).
I fiori in genere sono tubulosi (del tipo actinomorfi), e sono tetra-ciclici (ossia sono presenti 4 verticilli: calice – corolla – androceo – gineceo) e pentameri (ogni verticillo ha 5 elementi). I fiori sono inoltre ermafroditi e fertili. Molto raramente sono presenti dei fiori periferici radiati e sterili.
- Formula fiorale:

- /x K {\displaystyle \infty }, [C (5), A (5)], G 2 (infero), achenio

- Calice: i sepali del calice sono ridotti ad una coroncina di squame.
- Corolla: la corolla è colorata di porpora, rosso e rosa ed è formata da un tubo terminante in 5 lobi.
- Androceo: gli stami sono 5 con filamenti liberi, papillosi o raramente glabri e distinti, mentre le antere sono saldate in un manicotto (o tubo) circondante lo stilo.[10] Le antere in genere hanno una forma sagittata con base caudata (le appendici basali sono molto lunghe, filiformi con due strette divisioni). Il polline normalmente è tricolporato a forma sferica o schiacciata ai poli.
- Gineceo: lo stilo è filiforme con due stigmi divergenti. L'ovario è infero uniloculare formato da 2 carpelli. L'ovulo è unico e anatropo. I nettario è formato da 5 lobi.

Il frutto è un achenio con un pappo. Le forme dell'achenio sono oblunghe, solcate e compresse lateralmente, con areole a inserzione diritta o laterale-abassiale; un liscio anello è presente apicalmente. Il pericarpo dell'achenio possiede delle sclerificazioni radiali spesso provviste di protuberanze. Il pappo è inserito su una piastra apicale all'interno di una anello di tessuto parenchimatico. Le setole del pappo sono disposte su una o più serie e sono decidue come un pezzo unico e si presentano piumose.

## Biologia
- Impollinazione: l'impollinazione avviene tramite insetti (impollinazione entomogama tramite farfalle diurne e notturne).
- Riproduzione: la fecondazione avviene fondamentalmente tramite l'impollinazione dei fiori (vedi sopra).
- Dispersione: i semi (gli acheni) cadendo a terra sono successivamente dispersi soprattutto da insetti tipo formiche (disseminazione mirmecoria). In questo tipo di piante avviene anche un altro tipo di dispersione: zoocoria. Infatti gli uncini delle brattee dell'involucro si agganciano ai peli degli animali di passaggio disperdendo così anche su lunghe distanze i semi della pianta.

## Distribuzione
Le specie di questo genere si trovano in Sardegna, Grecia, Anatolia, Transcaucasia e Caucaso.

## Tassonomia
La famiglia di appartenenza di questa voce (Asteraceae o Compositae, nomen conservandum) probabilmente originaria del Sud America, è la più numerosa del mondo vegetale, comprende oltre 23.000 specie distribuite su 1.535 generi, oppure 22.750 specie e 1.530 generi secondo altre fonti (una delle checklist più aggiornata elenca fino a 1.679 generi). La famiglia attualmente (2021) è divisa in 16 sottofamiglie.

### Filogenesi
La tribù Cardueae è suddivisa in 12 sottotribù (la sottotribù Carduinae con 10 generi è una di queste). Il genere di questa voce solo recentemente è stato inserito nel gruppo tassonomico della sottotribù Carduinae. In precedenza provvisoriamente era inserito nel gruppo tassonomico informale "Cynara Group". La posizione filogenetica di questo genere nell'ambito della sottotribù, è abbastanza centrale vicina al genere Galactites. Il genere Lamyropsis elenca 6 specie con una distribuzione asiatica occidentale, una delle quali è presente spontaneamente sul territorio italiano.
Il genere Lamyropsis è molto vicino al genere Ptilostemon; si distingue da quest'ultimo per gli acheni compressi e margini distinti.

### Specie del genere
Comprende le seguenti 6 specie:
- Lamyropsis carpini Greuter
- Lamyropsis cynaroides  (Lam.) Dittrich
- Lamyropsis lycia  Kupicha
- Lamyropsis macracantha  (Schrenk) Dittrich
- Lamyropsis microcephala  (Moris) Dittrich & Greuter
- Lamyropsis sinuata  (Trautv.) Dittrich

### Specie della flora italiana
In Italia, di questo genere, è presente la seguente specie:
- Lamyropsis microcephala  (Moris) Dittrich & Greuter - Cardo microcefalo. Distribuzione: è un endemismo della Sardegna.